# Jeffrey Nachmanoff
Jeffrey Nachmanoff (New York, 4 dicembre 1960) è uno sceneggiatore, regista, produttore televisivo e produttore cinematografico statunitense, noto soprattutto per la sceneggiatura del film del 2004 The Day After Tomorrow - L'alba del giorno dopo, diretto da Roland Emmerich.

## Filmografia

### Regista

#### Lungometraggi
- Hollywood Palms (2001)
- Traitor - Sospetto tradimento (2008)
- Replicas (2018)

#### Cortometraggi
- The Big Gig (1993)

#### Serie televisive
- Detroit 1-8-7 – serie TV, episodio 1x01 (2010)
- Homeland - Caccia alla spia (Homeland) - serie TV, episodi 1x04 e 1x09 (2011)
- Chicago Fire – serie TV, episodio 1x01 (2012)
- Hostages – serie TV, episodi 1x01  e 1x09 (2013-2014)
- Allegiance – serie TV, episodio 1x05 (2015)
- The Brave – serie TV, episodio 1x03 (2017)
- The Passage – serie TV, episodio 1x05 (2019)
- Lovecraft Country - La terra dei demoni (Lovecraft Country) – serie TV, episodio 1x09 (2020)
- Daredevil - Rinascita (Daredevil: Born Again) - serie TV, episodi 1x04 e 1x05 (2025-in corso)

### Sceneggiatore

#### Lungometraggi
- The Day After Tomorrow - L'alba del giorno dopo (The Day After Tomorrow), regia di Roland Emmerich (2004)
- Traitor - Sospetto tradimento (Traitor), regia di Jeffrey Nachmanoff (2008)

#### Cortometraggi
- The Big Gig (1993)

#### Serie televisive
- Hostages – serie TV, episodi 1x01  e 1x09 (2013-2014)
- Chicago P.D. – serie TV, episodio 6x05 (2019)